# Dipturus argentinensis
Dipturus argentinensis  (лат.) — вид хрящевых рыб семейства ромбовых скатов отряда скатообразных. Обитают в умеренных водах юго-западной части Атлантического океана. Встречаются на глубине до 142 м. Их крупные, уплощённые грудные плавники образуют диск в виде ромба со удлинённым и заострённым рылом. Максимальная зарегистрированная длина 93,5 см.

## Таксономия
Впервые вид был научно описан в 2008 году. Видовой эпитет дан по географическому месту обитания.

## Ареал
Эти бенто-пелагические скаты являются эндемиками вод, омывающих берега Аргентины. Попадаются не севернее 45º ю. ш. Встречаются на глубине 87—142 м. Температура воды в среде обитания 6°C — 9°C.

## Описание
Широкие и плоские грудные плавники этих скатов образуют ромбический диск с округлым рылом и закруглёнными краями. На вентральной стороне диска расположены 5 жаберных щелей, ноздри и рот. На длинном хвосте имеются латеральные складки. У этих скатов 2 редуцированных спинных плавника и редуцированный хвостовой плавник.
Дорсальная поверхность диска ровного красно-коричневого цвета, гладкая. Мелкие шипики имеются только на конце рыла обеих поверхностей. Надглазничные и лопаточные шипы отсутствуют. Вдоль хвоста пролегает срединный ряд из 10—24 небольших колючек. Дорсальные и хвостовой плавники неплотно покрыты мелкими шипиками. Иногда имеется затылочный шип. Хвост довольно длинный и тонкий, его длина составляет примерно половину длины тела. Вентральная поверхность диска такая же тёмная, как и спина. Рыло сильно вытянуто. Передний край диска вогнут. Назальные складки толстые и короткие. Хорошо развит передний назальный лоскут. Рот слегка изогнут. Латеральные складки на хвосте бело-кремового цвета. Спинные плавники коричневые. Максимальная зарегистрированная длина 93,5 см.

## Взаимодействие с человеком
Эти скаты не являются объектом целевого промысла. Международный союз охраны природы ещё не оценил охранный статус вида.